# Rob Pinkston
William Robert Pinkston IV (Atlanta, Georgia; 30 de enero de 1988) es un actor estadounidense que apareció durante la cuarta temporada del programa cómico de cámara oculta de MTV Punk'd. No está relacionado con Ryan Pinkston, otro exalumno "Punk'd", aunque los dos son amigos. Asistió a Guillermo S. Instituto de Venado, en una ciudad localizada al norte de Los Ángeles.

## Filmografía

### Películas
- "Extreme Movie" (2008)
- "Dirección Paternal Sugerida" (2007)
- "La Bola de masa hervida Sasquatch Cuadrilla" (2006)
- "El Semental de Derby" (2005) (Derby Stallion en inglés)

### Televisión
- "Punk'd" (2005) - presentan a agentes (la estación 4)
- "Manual de supervivencia escolar de Ned" - Cabeza de Coco